# Sinosia inornata
Sinosia inornata là một loài bướm đêm trong họ Noctuidae.